# Wilfried Tilg
Wilfried Tilg (* 12. Jänner 1957 in Innsbruck) ist ein österreichischer Politiker und Offizier des Bundesheers. Er war 1999 kurzfristig FPÖ-Abgeordneter zum Nationalrat und war zuletzt von 1999 bis 2008 Abgeordneter zum Tiroler Landtag für die Freie Partei Tirol.

## Ausbildung und Beruf
Wilfried Tilg besuchte ab 1964 die Volksschule in Hall in Tirol und wechselte danach an die örtliche Hauptschule. Ab 1972 absolvierte er das musisch-pädagogische Realgymnasium in Innsbruck, wo er 1976 maturierte. Nach der Ableistung des Präsenzdienstes als Einjährig-Freiwilliger und Offiziersanwärter 1976/77 besuchte Tilg zwischen 1977 und 1980 die Theresianische Militärakademie in Wiener Neustadt. Danach war er als Offizier bis 1999 in verschiedenen Kommandantenfunktionen beim Österreichischen Bundesheer tätig. Aktuell ist er als Oberst Präsident der Offiziersgesellschaft Tirol.

## Politik
Wilfried Tilg war zwischen 1986 und 1998 Gemeinderat in Hall in Tirol und zwischen 1998 und 2004 Stadtrat für Verkehrsangelegenheiten. Von 4. Juli 1991 bis 5. April 1994 vertrat Tilg erstmals die FPÖ im Tiroler Landtag. 1999 war er kurzfristig Abgeordneter zum Österreichischen Nationalrat (24. Februar bis 2. April) und Mitglied des Bautenausschusses. Am 30. März 1999 wurde Tilg erneut als Abgeordneter zum Tiroler Landtag angelobt.
Innerparteilich übernahm Tilg am 21. Oktober 2003 die Funktion des freiheitlichen Landtagsklubs. Im Zuge der Abspaltung des BZÖ wurde er Anfang April 2005 aus der FPÖ ausgeschlossen. Tilg, der ab 25. November 2001 auch Landesparteiobmann der FPÖ-Tirol gewesen war, gründete mit den im Landtag vertretenen FPÖ-Abgeordneten in der Folge die Freie Partei Tirol (FPT), zu deren Klubobmann er am 29. April 2005 gewählt wurde. Im November 2005 wurde Tilg zudem Landesparteiobmann der neu gegründeten Partei. Im Vorfeld der Landtagswahl in Tirol 2008 kündigte die FPT an, mit dem BZÖ in einem Wahlbündnis unter dem Namen "Bündnis Freier Tiroler" anzutreten. Nach dem Ausstieg des BZÖ Tirol sagte die FPT jedoch Anfang Mai die Kandidatur bei der Landtagswahl 2008 ab. Tilg schied daher nach der Wahl am 1. Juli 2008 aus dem Landtag aus.